# Gustavo Corredor
Gustavo Corredor Ortiz (Bogotá, 9 de noviembre de 1946) es un pintor, escritor, y actor de cine y televisión. Es reconocido por ser hoy el actor vivo y activo más antiguo del cine colombiano por haber protagonizado, a sus 11 años de edad, en 1958, la película colombiana Dos ángeles y medio, y por interpretar varias telenovelas y series de producción nacional e internacional.

## Filmografía

### Televisión
- La Nocturna (2017) — Magistrado Velandia
- Mujeres al limite (2015)
- Lynch (2012-2013) — Colonel Camilo Fernández
- Kdabra (2011) — Lemey / Monje Negro
- Mentes en shock (2010)
- Victorinos (2019-2010) Miguel Ángel crostwite
- El fantasma del Gran Hotel (2009) — Américo Esquivel
- Doña Bárbara (2008-2009) — Ministro
- El Zorro: la espada y la rosa (2007) — Virrey Don Enrique Castilla y León
- Pobre Pablo (2000-2002) - Ernesto Villegas
- Rauzán (2000-2001) — Lucas de Santiño
- El fiscal (1999-2001)
- Yo amo a Paquita Gallego (1998-1999)
- Otra en mí (1996-1997)
- La Huella de tus Besos (1996-1997)
- Eternamente Manuela (1995)
- Café, con aroma de mujer (1994) — Rafael Vallejo
- La potra Zaina (1993-1994)
- María María (1993)
- La potra Zaina (1993-1994)
- La quinta hoja del trebol (1992)
- Yo y tú (1962)
- Dos ángeles y medio (1958)
- violetta (2012) - amante de María

## Como escritor
Desde final de los 1990´s relegó casi por completo la actuación para dedicarse a la escritura, desarrollando varios guiones para cine y publicando 4 libros:
- Proyecto Eva Novela de suspenso, drama y erotismo. 530 páginas. Publicada con ISBN 958-33-3277-1
- Operación Ameba y Serpiente Novela de suspenso policiaco en tono humorístico. 470 páginas. Publicada con ISBN 978-958-44-3086-1
- El Manifiesto, o, Anastiana Novela de suspenso, drama y erotismo. 350 páginas. Publicada con ISBN 978-958-44-3088-5
- Opus Mundus, y unos agregados Recopilación de relatos de suspenso, drama y erotismo. 115 páginas. Publicada con ISBN 978-1-5006-2510-8